# Tejiendo futuro
Tejiendo Futuro, Regresando a la Tierra es una serie indígena de origen cubano-boliviana, coproducida por el Instituto Cubano de Radio y Televisión para el canal de televisión, Abya Yala Televisión. Fue producida y dirigida por Ivan Sanjinés. Se emitió desde el 2 de septiembre hasta el 16 de septiembre de 2019.

## Argumento
Una serie de televisión ambientada en dos regiones del país y que tiene como referentes de la trama la guerra del gas y la primera marcha indígena, muestra la historia de dos mujeres para buscar entender y valorar sus principios y costumbres.

## Episodios

### Temporadas
|  | 1 | 11 | 2 de septiembre de 2019 | 16 de septiembre de 2019 | Abya Yala Televisión |